# Пісняр-лісовик блакитний
Пісняр-лісовик блакитний (Setophaga cerulea) — вид горобцеподібних птахів родини піснярових (Parulidae). Поширений в Північній Америці.

## Поширення
Вид гніздиться від Квебеку та Онтаріо (Канада) на захід до Небраски та на південь до Техасу, Луїзіани, Міссісіпі, Алабами та Джорджії (США). У цьому широкому ареалі його поширення дуже неоднорідне. Хоча значні популяції можна знайти по всьому ареалу розмноження, приблизно 80 % популяції розмножуються в горах Аппалачі. На зимівлю мігрує на південь через південний схід США, Багамські острови, Кубу, Ямайку, карибське узбережжя Мексики, Беліз, Гватемалу, Гондурас, Коста-Рику та Панаму до Південної Америки, і зимує з Колумбії та Венесуели на південь, переважно на схід від Анд, до східної частини Еквадору, південно-східного Перу та північної частини Болівії.

## Опис
Дорослі самці мають світло-блакитний верх і білий низ з чорним намистом на грудях; вони також мають чорні смуги на спині та боках. У самиць і незрілих птахів верхня частина більш сіра або зеленувата, бліда смужка над оком і відсутність смуг на спині та відсутність намиста.

## Спосіб життя
Вони активно добувають їжу високо на деревах, іноді ловлять комах на польоті. Харчуються ці птахи переважно комахами. Їхні гнізда мають чашоподібну форму і розташовані на горизонтальній гілці високого дерева твердих порід.